# Vahekari

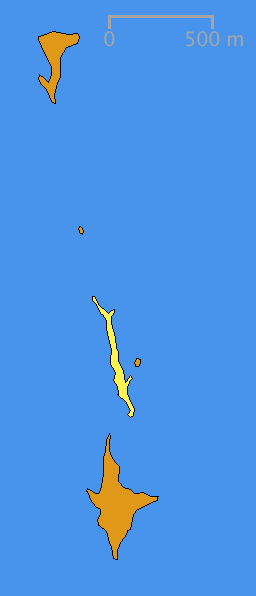
Vahekari v rámci skupiny ostrovů Malusi

Vahekari je jeden z estonských ostrůvků v Baltském moři.
Vahekari se nachází na severním otevřeném okraji Kolžského zálivu, přibližně v polovině mezi Jumindským poloostrovem a ostrovem Rammu. Zeměpisné souřadnice středu ostrova jsou 59° 36' 27" severní šířky a 25° 19' 31" východní délky.
Ostrůvek má rozlohu 0,39 ha.

## Geografie
Vahekari je třetím největším ostrůvkem skupiny ostrůvků Malusid, k němuž patří ještě Lõuna-Malusi, vzdálené přibližně 0,5 km na jih, a Põhja-Malusi, vzdálené přibližně 1,5 km na sever. Podle této střední polohy a podle svého charakteru byl ostrůvek nazván Vahekari, „Meziútes“. Poblíž východního pobřeží ostrůvku a přibližně 300 m od jeho severního výběžku se nacházejí dvě bezejmenné štěrkopískové výspy.
Ostrov je úzký pruh země táhnoucí se přibližně v severojižním směru. Východní pobřeží je rozčleněno dvěma výběžky, z nichž na jižní navazuje jedna z blízkých výsep. Výběžky ostrova ani jimi vymezené zálivy nemají ustálená pojmenování.
Povrch ostrova je plochý, štěrkovitý, místy lehce porostlý travou.

## Příroda
Ostrov je útočištěm mnoha druhů vodních ptáků a několika druhů tuleňů. Je součástí přírodní rezervace Kolžský záliv.